# Georg Brendler
Georg Brendler (* 14. Oktober 1943 in Taubenheim; † 30. Mai 2020 in Leipzig) war ein deutscher Maler und Grafiker.

## Leben und Werk
Brendler absolvierte ab 1958 in Görlitz eine Lehre als Schriftsetzer und arbeitete dann dort bis 1963 in seinem Beruf. Von 1964 bis 1970 studierte er bei Hans Mayer-Foreyt, Bernhard Heisig und Wolfgang Mattheuer an Hochschule für Grafik und Buchkunst Leipzig und arbeitete danach in Leipzig als freischaffender Künstler.
Brendler war vor allem Zeichner, fast ausschließlich Bildnismaler, und „suchte die Vorbilder und Normen im breiten kunstgeschichtlichen Bereich der italienischen Früh - und Hochrenaissance.“ Er war in der DDR an vielen wichtigen Ausstellungen beteiligt, u. a. 1982/1983 und 1987/1988 in Dresden an der IX. und X. Kunstausstellung der DDR.
Werke Brendlers befinden sich u. a. im Museum der bildenden Künste Leipzig, im Kunstmuseum Moritzburg, Halle/Saale, im Brandenburgischen Landesmuseum für moderne Kunst (vormals Galerie Junge Kunst), Frankfurt/Oder, im Sächsischen Kunstfonds und im Kupferstichkabinett Dresden.

## Mitgliedschaften
- bis 1990 Mitglied des Verbands Bildender Künstler der DDR
- ab 1991 Mitglied des Bunds bildender Künstler Leipzig

## Werkbeispiele

### Tafelbilder
- Mädchen (1974, Mischtechnik, 75 × 71 cm)[2]
- Bildnis einer jungen Frau (1981, Lasurtechnik, 88 × 66 cm)[3]
- Bildnis des Schwimmers Roger Pyttel (1983, Mischtechnik, 100 × 100 cm; Auftrag des Bezirksvorstands Leipzig des DTSB)[4]
- Bildnis des Arbeiters Jupp Stoy (Mischtechnik auf Hartfaser, 58 × 75 cm, 1986; Sächsischer Kunstfonds)[5]

### Druckgrafik
- Betonschütter (1970, Lithografie, 56,8 × 38 cm; aus der Serie Bau Hochhaus Uni)[6]
- Stahlbaumonteur mit Sprechfunkgerät (1970, Lithografie, 40,2 × 47,6 cm; aus der Serie Bau Hochhaus Uni)[7]